# Militär-Karl-Friedrich-Verdienstorden

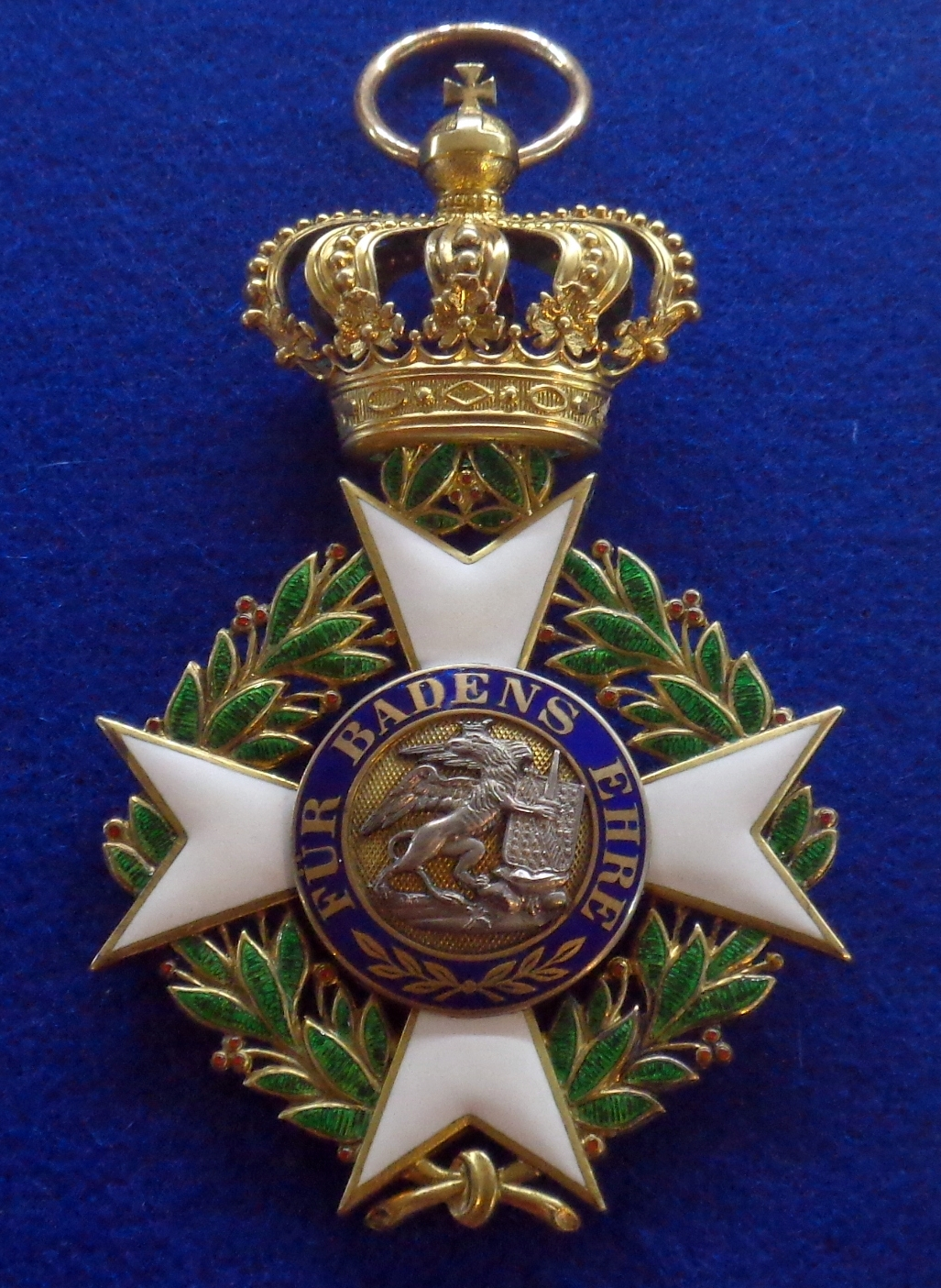
Militär-Karl-Friedrich-Verdienstorden

Militär-Karl-Friedrich-Verdienstorden var en militär förtjänstorden i Storhertigdömet Baden. Den instiftades av Karl Fredrik av Baden den 5 oktober 1805. Från 1840 hade orden fyra klasser: storkors, kommendör av första klassen, kommendör av andra klassen och riddarkors.